# Геммерлинг, Владимир Васильевич
Владимир Васильевич Геммерлинг (1880—1954) — советский учёный-почвовед, профессор МГУ, доктор наук.
Ученик основателя школы почвоведов Московского университета — профессора А. Н. Сабанина, завершил начатое Сабаниным дело по открытию в Московском университете кафедры почвоведения (1922).

## Биография
Родился 9 апреля 1880 года в селе Аркадак Саратовской губернии.
Окончил физико-математический факультет Московского университета (1906). Ученик А. Н. Сабанина. По окончании университета был оставлен на кафедре агрономии сверхштатным лаборантом.
Был избран заведующим кафедрой почвоведения Московских высших Голицынских сельскохозяйственных женских курсов.
В 1923 году Геммерлинг был назначен заместителем директора Научного института по удобрениям, а в 1924 году — директором Государственного почвенного института Народного комиссариата земледелия. Эти посты Владимир Васильевич занимал по совместительству, основным местом работы он всегда считал кафедру почвоведения.
В 1929 году В. В. Геммерлинг был избран членом правления Московского университета, в 1934—1935 годах являлся членом Высшей аттестационной комиссии, в 1936—1938 годах был деканом почвенно-географического факультета, а в 1938—1939 годах — деканом геолого-почвенного факультета (в 1941—1943 годах — в Ашхабаде, затем в Свердловске).
Летом 1941 года Геммерлинг вошёл в состав комплексной бригады, созданной на основе геолого-почвенного факультета, по научной разработке вопросов для строительства аэродромов и аварийных водоёмов. В бригаду вошли видные специалисты — почвоведы, ботаники и климатологи из МГУ и учреждений Академии наук. До октября 1941 года комплексная бригада работала в Москве. Работы бригады под руководством Геммерлинга и Н. А. Качинского были продолжены в эвакуации. В Туркмении бригада провела всестороннее изучение различных почв в целях постройки аэродромов и осуществила опытное строительство для проверки разработанных методов закрепления почвы и предлагаемых способов борьбы с пылью на лётных полях. В Туркмении в опытном строительстве были также испытаны различные методы создания противофильтрационной одежды на водоёмах. После переезда университета в Свердловск направление деятельности бригады изменилось. Здесь бригадой было осуществлено почвенно-мелиоративное обследование промышленных районов Зауралья и Предуралья на предмет выделения земель, пригодных для сельскохозяйственного освоения, и, в частности, для расширения площадей под овощные культуры для снабжения населения.
В 1945—1950 годах он организовал комплексную Волго-Донскую экспедицию по изучению междуречья и долин рек (в связи со строительством Волго-Донского канала).
Умер 16 августа 1954 года в Москве.

## Награды
- Награждён орденами Ленина и «Знак Почёта», медалями «За доблестный труд в Великой Отечественной войне 1941—1945 гг.» и «В память 800-летия Москвы».

## Память
- Именем ученого назван (в 1946 г.) мыс на острове Кунашир.[2][3]
- В Фонде Нонны Ивановны Спрыгиной имеются материалы, относящиеся к В. В. Геммерлингу.[4]